# DeLorean Motor Company
DeLorean Motor Company – przedsiębiorstwo założone w październiku 1975 roku przez Johna DeLoreana, zajmujące się produkcją samochodów. Jedynym samochodem przez nie wytwarzanym był DeLorean DMC-12, produkowany w latach 1981–1983. Przedsiębiorstwo zbankrutowało w 1982.

## Historia
John DeLorean założył DeLorean Motor Company w Detroit, w dniu 24 października 1975 roku. Fabrykę natomiast zbudowano w Dunmurry w Irlandii Północnej. Przedsiębiorstwo produkowało jedynie jeden model samochodu DeLorean DMC-12 w latach 1981–1982. Produkcja nie przekroczyła 9000 sztuk.
Przedsiębiorstwo ogłosiło upadłość 26 października 1982 roku.
Samochód DeLorean DMC-12, został upamiętniony w trylogii Powrót do przyszłości jako wehikuł czasu, którego pierwsza część pojawiła się w kinach w 1985 roku.
W 1995 roku Stephen Wynne, brytyjski przedsiębiorca, założył firmę DeLorean Motor Company z siedzibą w Teksasie.
W 2007 r. firma DMC potwierdziła informację o wznowieniu produkcji ograniczonej liczby modeli DMC-12 przeznaczonych do sprzedaży detalicznej. Nowy DeLorean miał być produkowany z nowym silnikiem oraz wnętrzem. Wszystkie auta miały być składane ręcznie w zakładzie w Teksasie. DMC miał produkować dwie sztuki na miesiąc.
Ostatecznie nie doszło to do skutku, gdyż nowy właściciel marki nie otrzymał prawa do nadawania nowych numerów VIN. Samochody reklamowane jako nowo wyprodukowane były w rzeczywistości odrestaurowanymi oryginalnymi samochodami z fabryki w Dunmurry. W roku 2012 wszelkie informacje na temat nowo produkowanych samochodów zostały usunięte z oficjalnej witryny firmy. Na początku roku 2016 pojawiły się jednak kolejne informacje o zamiarach wznowienia produkcji. Pierwotne plany zakładają wyprodukowanie 300 replik samochodu.

### Galeria

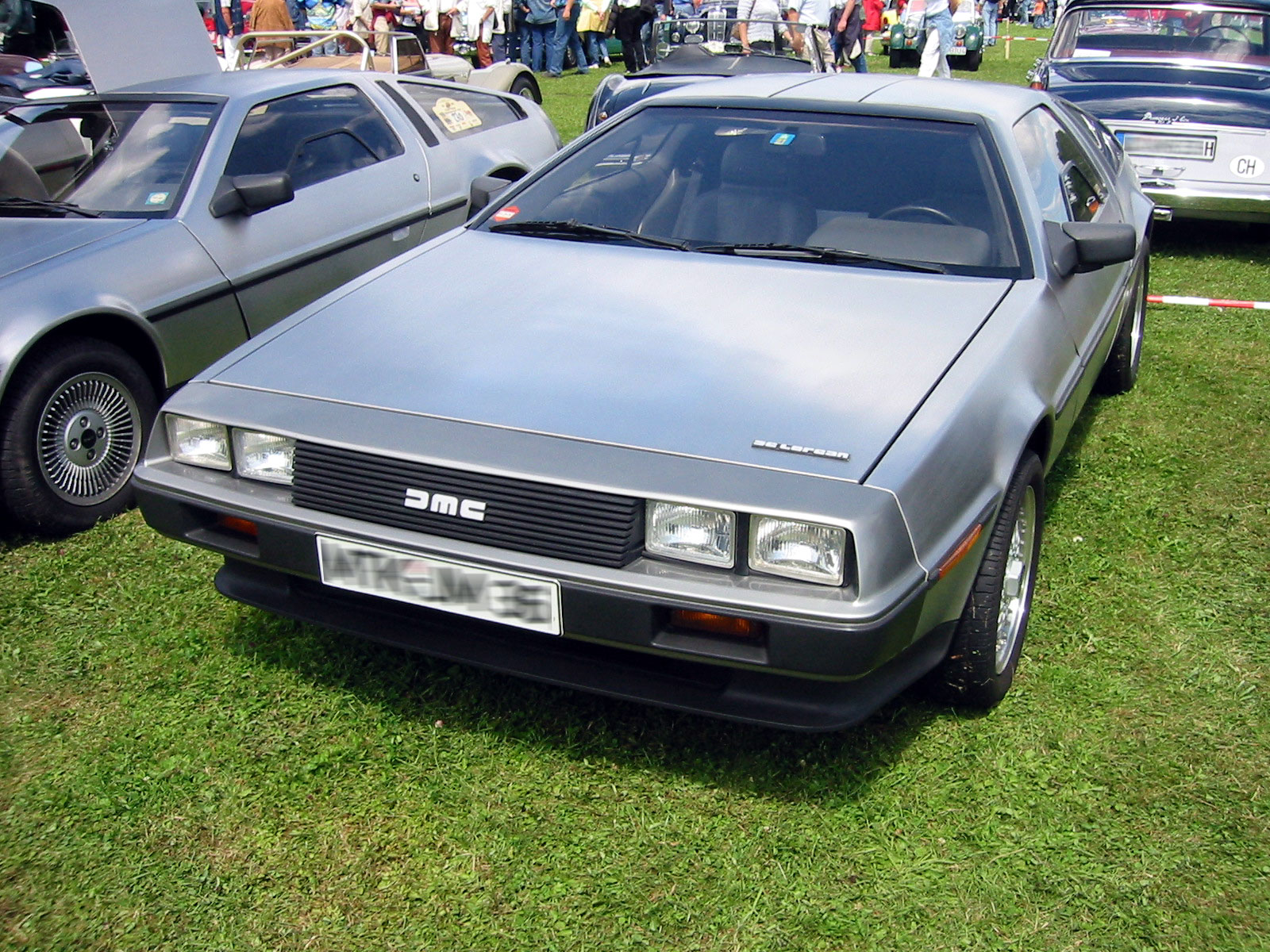
DeLorean DMC-12 – przód samochodu
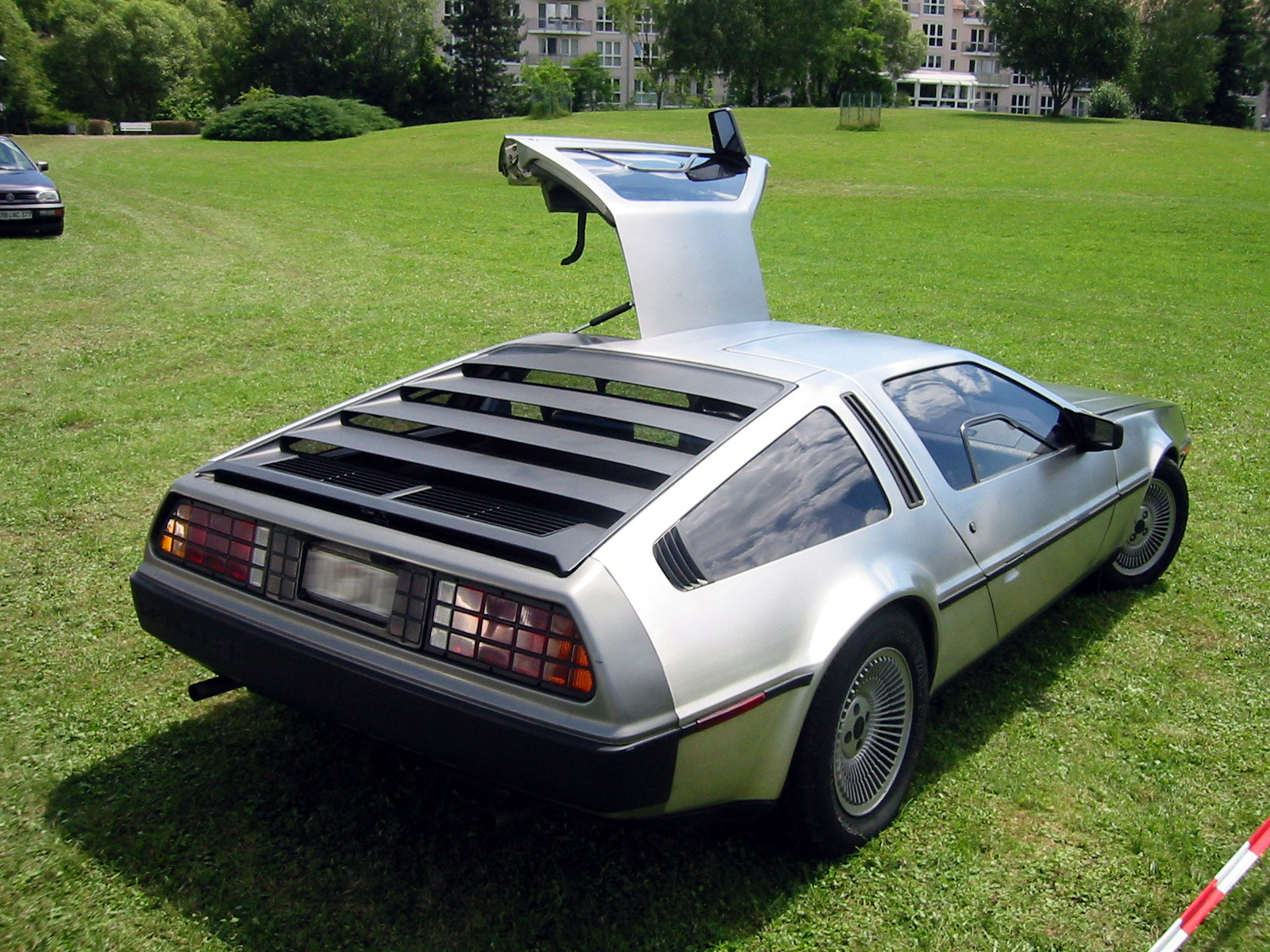
DeLorean DMC-12 – tył samochodu